# 바실리키 부지우카
바실리키 부지우카 (Βασιλική Βουγιούκα, Vassiliki Vougiouka, 1986년 6월 20일 ~) 은 그리스의 펜싱 사브르 선수이다. 그녀는 2012년 하계 올림픽의 여자 사브르 개인전에 참여하였다. 4번 시드를 받은 그녀는, 32강에서 영국의 루이스 본드-윌리암스, 16강에서 폴란드의 알렉산드라 소차를 15-8, 15-7로 무난히 이기며 8강에 진출하였다. 그러나 8강전에서 대한민국의 김지연을 만난 부지우카는 전반의 8-3 리드를 지키지 못하고 12-15로 패해 탈락하였다.
2010년 헝가리 부다페스트에서 열린 펜싱 월드컵에서 부지우카는 금메달을 땄는데, 이 금메달은 그리스 역사상 첫 펜싱 월드컵 금메달이었다.